# Joanie Lemercier
Joanie Lemercier, né en 1982 à Pithiviers, est un plasticien français. Il utilise la programmation informatique et la projection au service de son engagement pour les questions environnementales.

## Biographie
Sa mère enseignait le dessin assisté par ordinateur dès les années 1980 à l'école d’arts graphiques MJM, à Rennes. Plus intéressé par la confection de skateboards que par le lycée, il n'a pas le baccalauréat et n'a donc pas suivi de cursus artistique post-bac. Il suit une formation en alternance dans la mode, qui l'amène à travailler à Londres, où il découvre le potentiel artistique de la projection.
Avec Olivier Ratsi, Yannick Jacquet et Romain Tardy, il est le fondateur, en 2008, du collectif AntiVJ.
Il travaille avec « le mapping, l’IA ou les installations orchestrant la rencontre de la matérialité et du numérique » et autour de la lumière,.
« Joanie Lemercier ne cache pas son militantisme pour la cause environnementale. Il a notamment collaboré avec le collectif Extinction Rebellion, lors des projections visuelles dénonçant la pollution des bateaux de croisières » selon France Info. Il défend l'idée de sobriété heureuse. 
Il s'installe en 2013 à Bruxelles, et a un studio de 500 m2 sur la commune d'Anderlecht. En 2024, on le trouve à Paris, aux Centquatre avec l'installation Slowmachine qui relate la mine de Hambach en Allemagne, laquelle a mobilisé des écologistes qui y ont installé une ZAD. Il collabore en effet depuis plusieurs années avec l'association Ende Gelände ce qui lui a valu une interview dans le TAZ en 2020.

## Expositions - performances
- « Constellations »[9], en tournée, dont Parc de la Villette, Paris, 2022
- « Points de vue »[5],[6], Centre d'art contemporain Matmut pour les arts, Saint-Pierre-de-Varengeville, 2024.